# Пшибишувка
Пшибишувка (пол. Przybyszówka) — колишнє село на Закерзонні, а тепер — округ у західній частині міста Ряшів, розташованого в Польщі, Підкарпатське воєводство

## Історія
Село знаходиться на західному Надсянні, яке внаслідок примусового закриття церков у 1593 р. зазнало латинізації та полонізації. За податковим реєстром 1589 р. в селі було 24 лани (коло 500 га) оброблюваної землі, млин, 2 корчми, 5 загородників, 3 коморників з худобою і 8 коморники без тяглової худоби.
Шематизм 1836 р. фіксує рештки українського населення села, які належали до греко-католицької парафії Залісє Каньчузького деканату Перемишльської єпархії. На той час унаслідок насильної асиміляції українці лівобережного Надсяння опинилися в меншості.
Відповідно до «Географічного словника Королівства Польського» в 1888 р. Пшибишувка знаходилась у Ряшівському повіті Королівства Галичини і Володимирії Австро-Угорщини, було 294 будинки і 1466 жителів, з них 1575 римо-католиків, 2 греко-католики і 37 юдеїв.
У міжвоєнний час село входило до ґміни Свільча Ряшівського повіту Львівського воєводства Польщі.
Частину села в 1977 р. було приєднано до міста Ряшів, 01.01.2007 р. — ще частину, а 01.01.2017 р. село приєднане повністю.